# Jerka
Jerka – wieś w Polsce, położona w województwie wielkopolskim, w powiecie kościańskim, w gminie Krzywiń.
| SIMC    | Nazwa      | Rodzaj    |
| ------- | ---------- | --------- |
| 1007100 | Berdychowo | część wsi |

Wieś duchowna, własność opata benedyktynów w Lubiniu pod koniec XVI wieku leżała w powiecie kościańskim województwa poznańskiego.
W okresie Wielkiego Księstwa Poznańskiego (1815-1848) miejscowość wzmiankowana jako Jerka należała do wsi większych w ówczesnym pruskim powiecie Kosten rejencji poznańskiej. Jerka stanowiła siedzibę majątku, którego właścicielem był wówczas (1846) rząd pruski w Berlinie (w Jerce znajdował się urząd pruski). W skład majątku Jerka wchodziło łącznie 15 wsi. Według spisu urzędowego z 1837 roku Jerka liczyła 391 mieszkańców, którzy zamieszkiwali 41 dymów (domostw).
W 1928 roku Brązowym Krzyżem Zasługi został odznaczony rolnik Antoni Mruc za „zasługi w pracy samorządowej” oraz rolnik Antoni Piotrowski za „zasługi w pracy narodowej i społecznej”.
W latach 1954–1972 wieś należała i była siedzibą władz gromady Jerka. W latach 1975–1998 wieś administracyjnie należała do województwa leszczyńskiego.
W miejscowości był przystanek kolejowy Jerka.
W Jerce znajduje się szkoła podstawowa, było gimnazjum. Od 2006 roku funkcjonuje klub piłki ręcznej UKS Spartanie Jerka, który występuje w lidze wielkopolskiej młodzików (rocznik 92)
W Jerce znajduje się kościół parafialny pod wezwaniem św. Kazimierza.

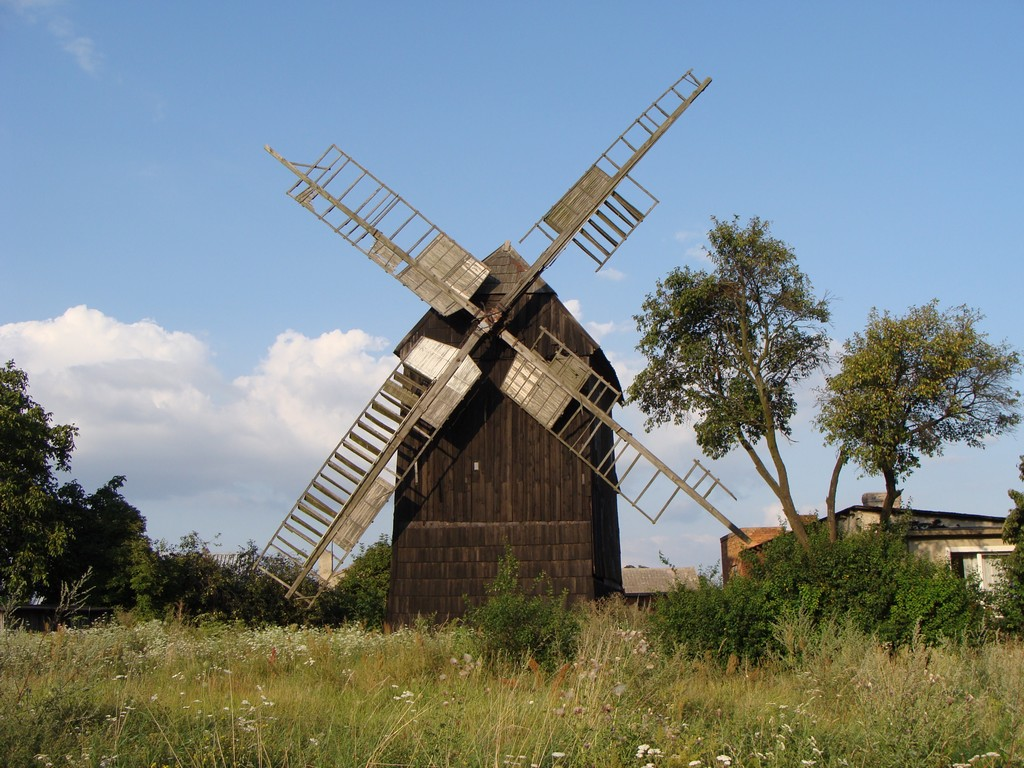
Wiatrak

## Urodzeni w Jerce
- Józef Zapłata – polski zakonnik ze Zgromadzenia Braci Serca Jezusowego, błogosławiony Kościoła katolickiego, ofiara KL Dachau[9].